# 県庁前駅 (兵庫県)
県庁前駅（けんちょうまええき）は、兵庫県神戸市中央区下山手通にある、神戸市営地下鉄西神・山手線の駅である。駅番号はS04。開業当時は「山手（県庁前）駅」であったが、後に現在の名称に変更されている。

## 駅構造
地下1階にコンコース、改札があり、地下2階・3階にプラットホームがある地下駅である。プラットホームは2層構造になっている。
西神・山手線では各駅にイメージテーマを採用しており、当駅は「異人館」。

### のりば
| 番線 | 路線         | 行先                          |
| ---- | ------------ | ----------------------------- |
| 1    | 西神・山手線 | ■三宮・新神戸・谷上方面       |
| 2    | 西神・山手線 | □名谷・学園都市・西神中央方面 |

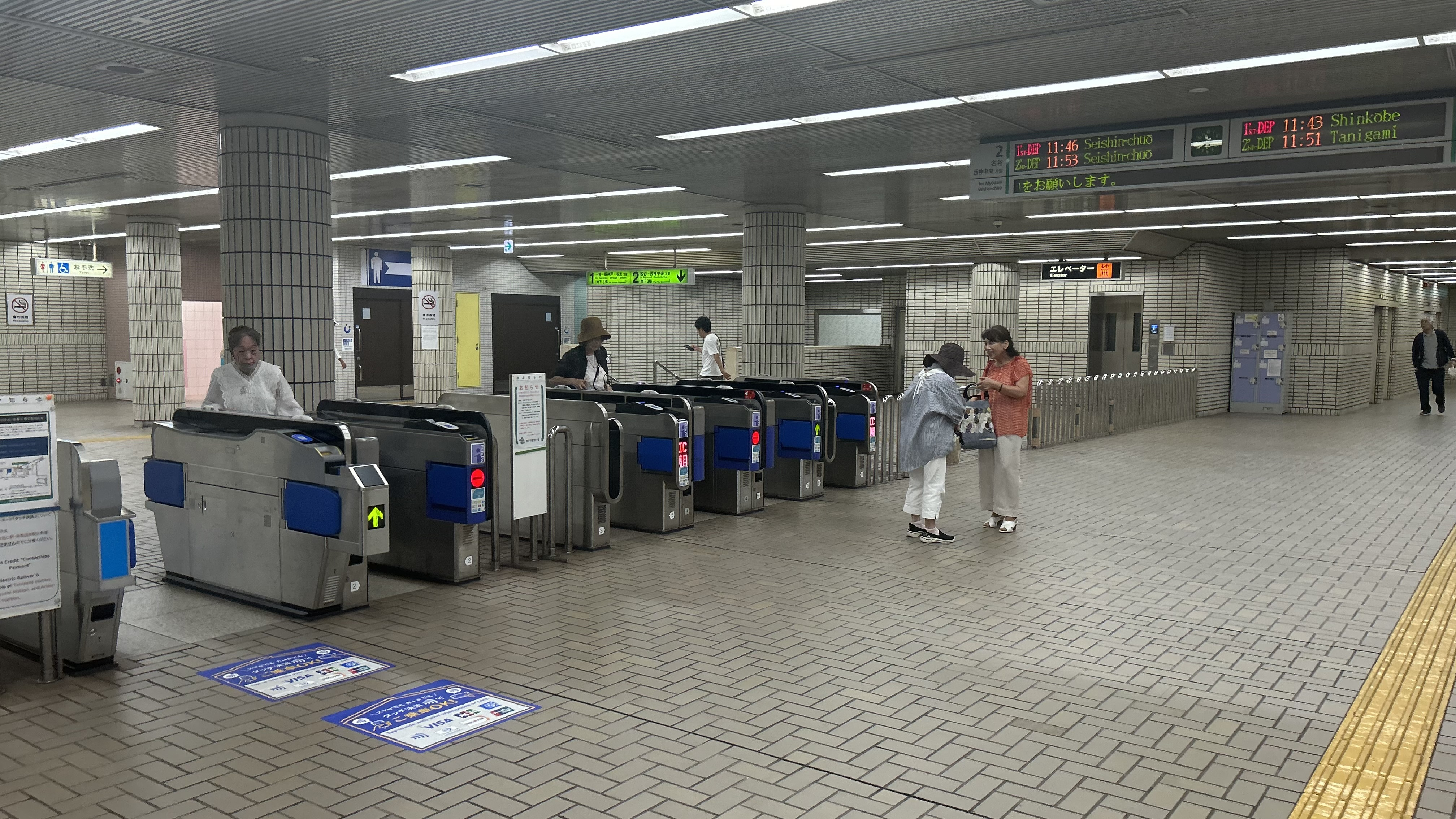
改札口
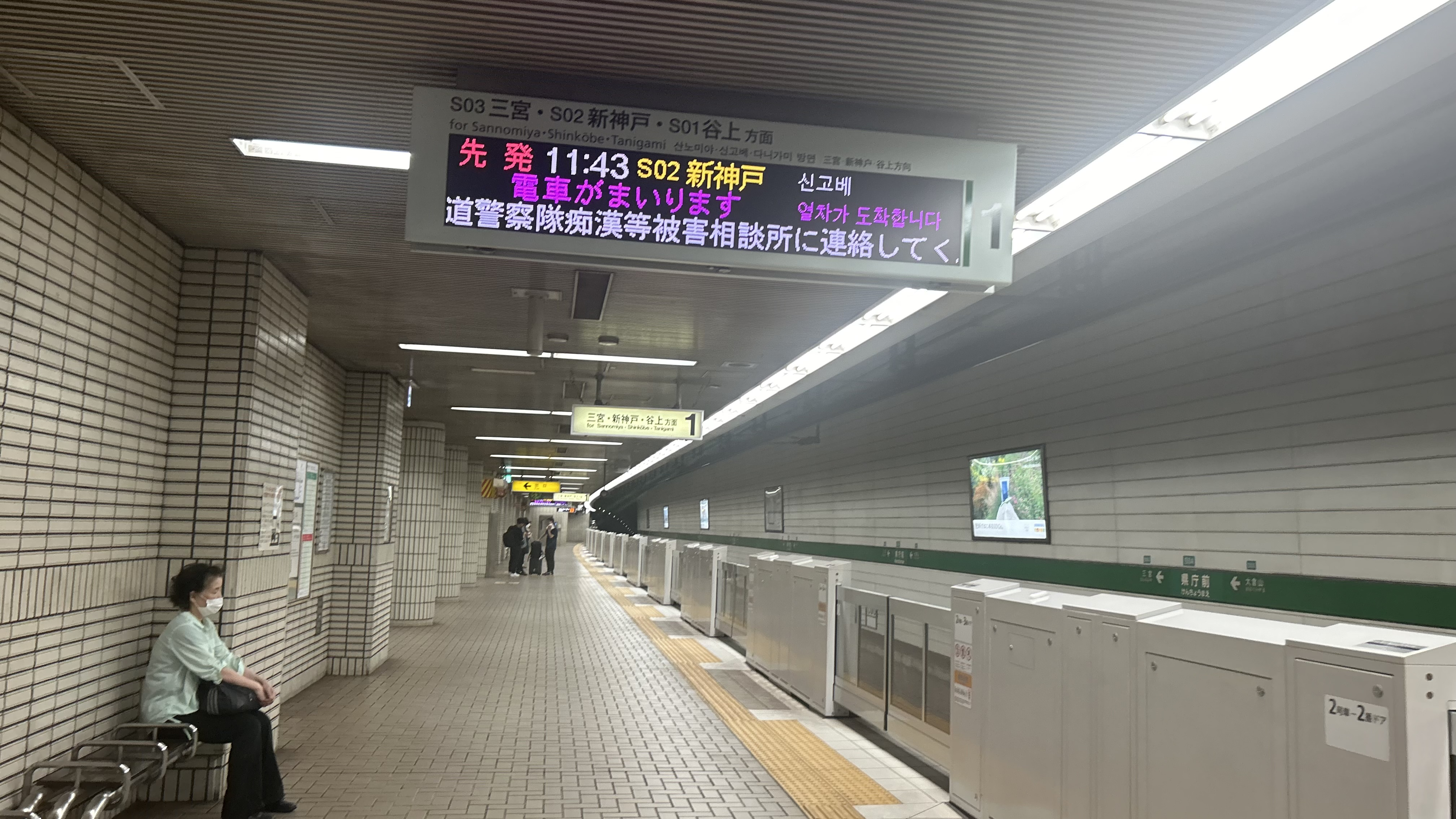
1番線ホーム
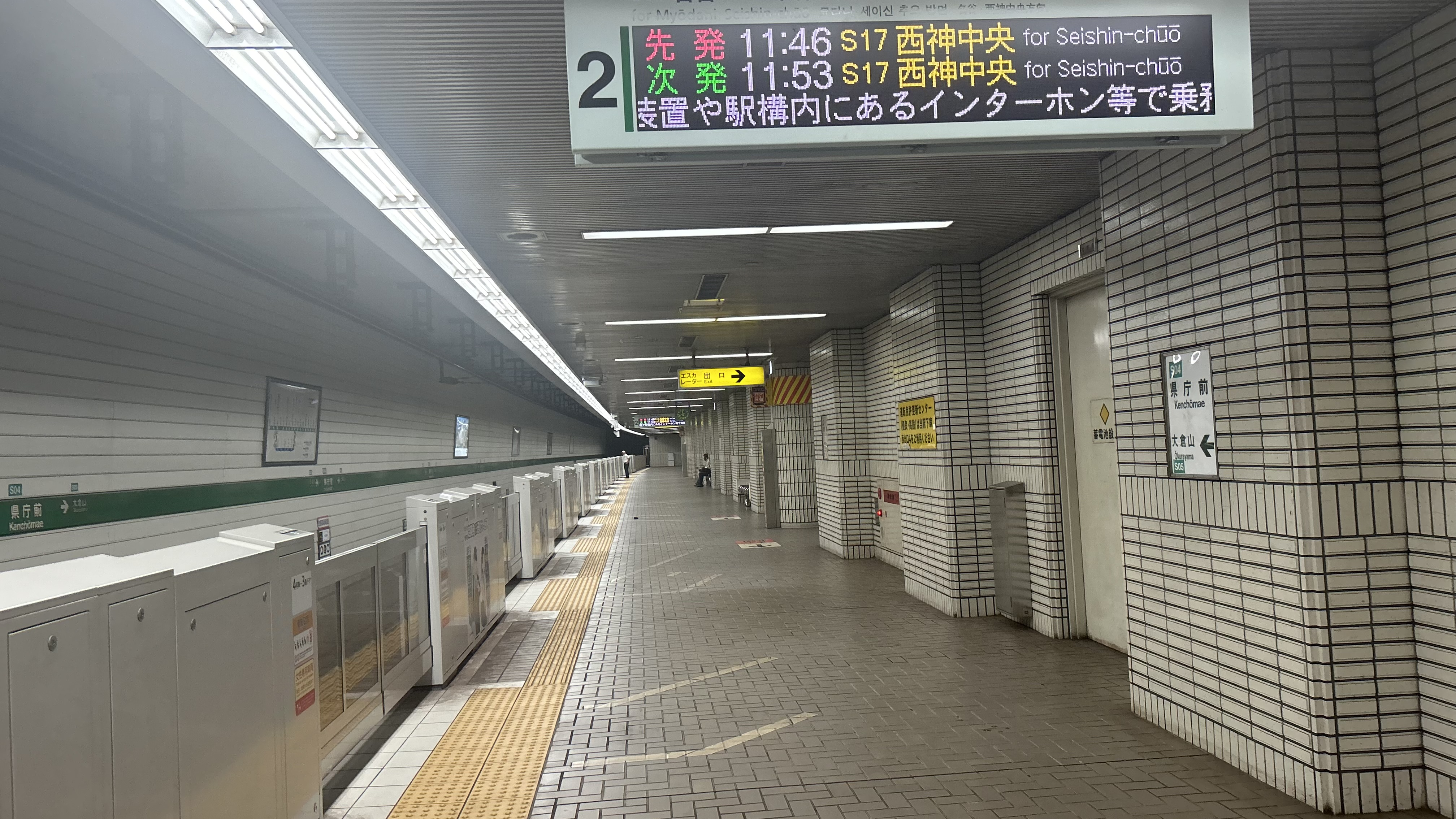
2番線ホーム

### 出口
| 出口番号 | 位置                                   | 備考             |
| -------- | -------------------------------------- | ---------------- |
| 東出口1  | 北緯34度41分29.3秒 東経135度11分04.1秒 |                  |
| 東出口2  | 北緯34度41分28.9秒 東経135度11分06.2秒 |                  |
| 西出口1  | 北緯34度41分27.7秒 東経135度11分01.6秒 | エレベーターあり |
| 西出口2  | 北緯34度41分28.8秒 東経135度11分02.9秒 | 県庁への最寄り   |
| 西出口3  | 北緯34度41分26.1秒 東経135度10分59.7秒 |                  |
| 西出口4  | 北緯34度41分25.4秒 東経135度11分00.2秒 |                  |
| 西出口5  | 北緯34度41分26.5秒 東経135度11分03.0秒 |                  |

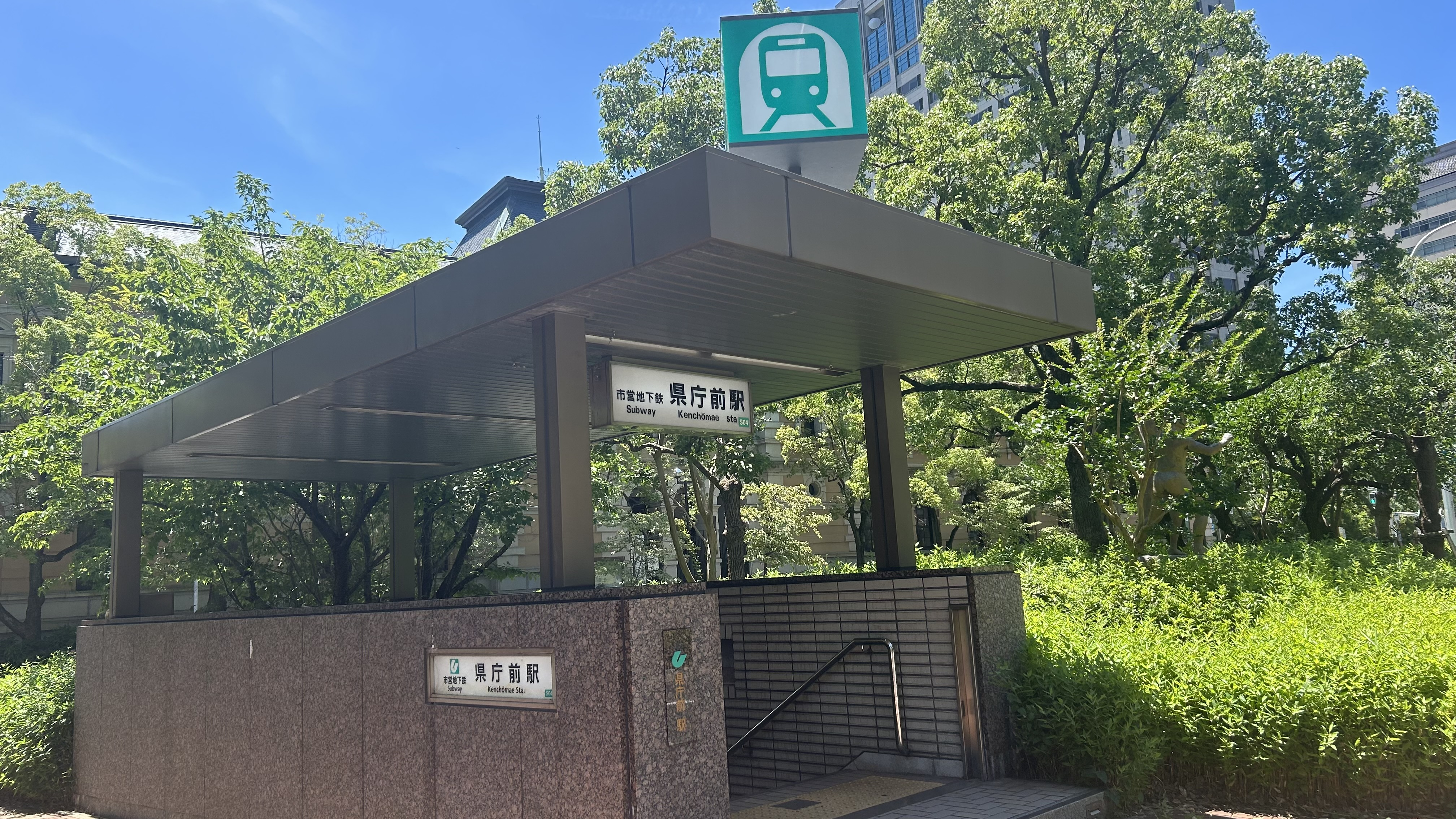
東出口1
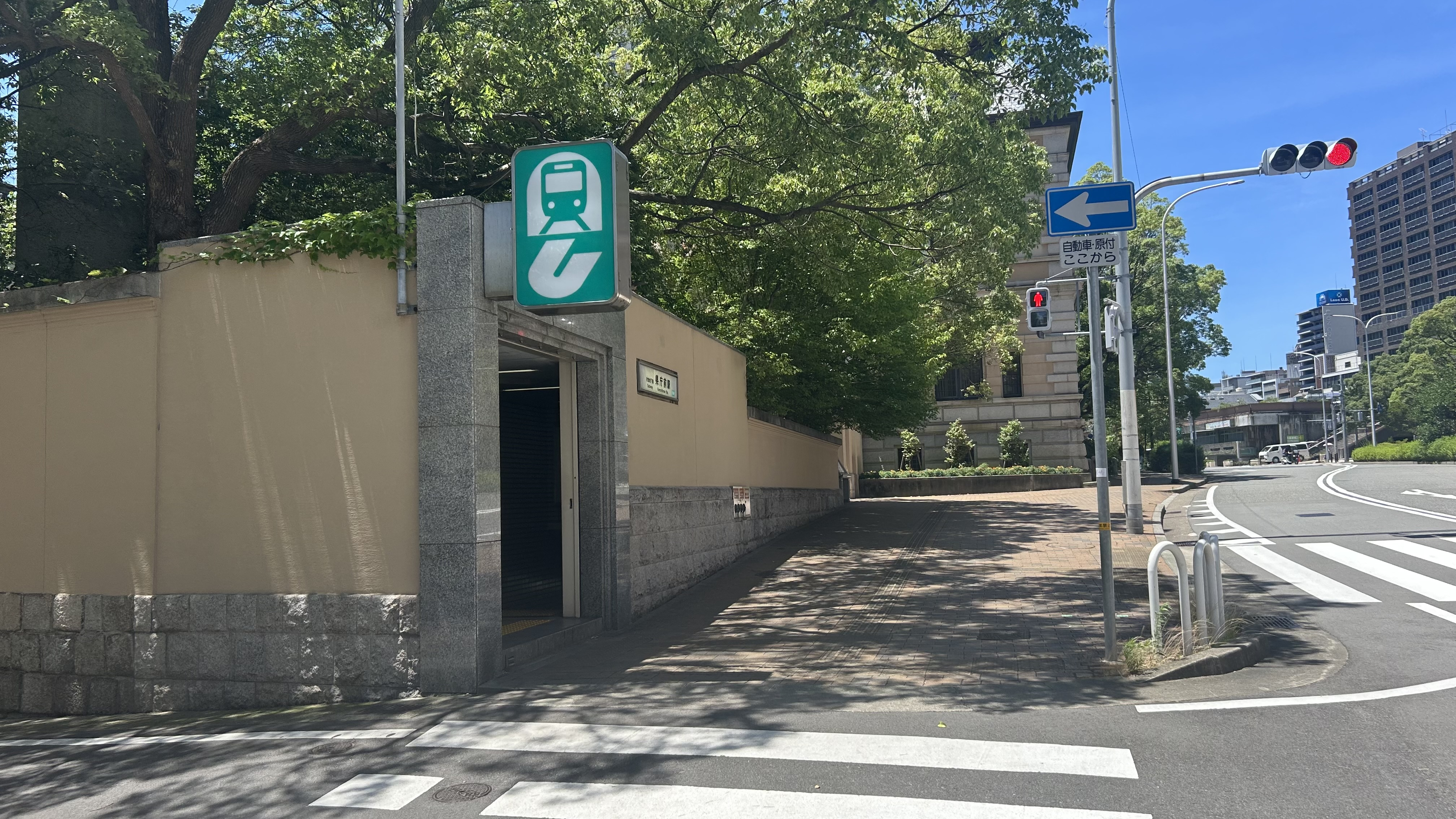
東出口2
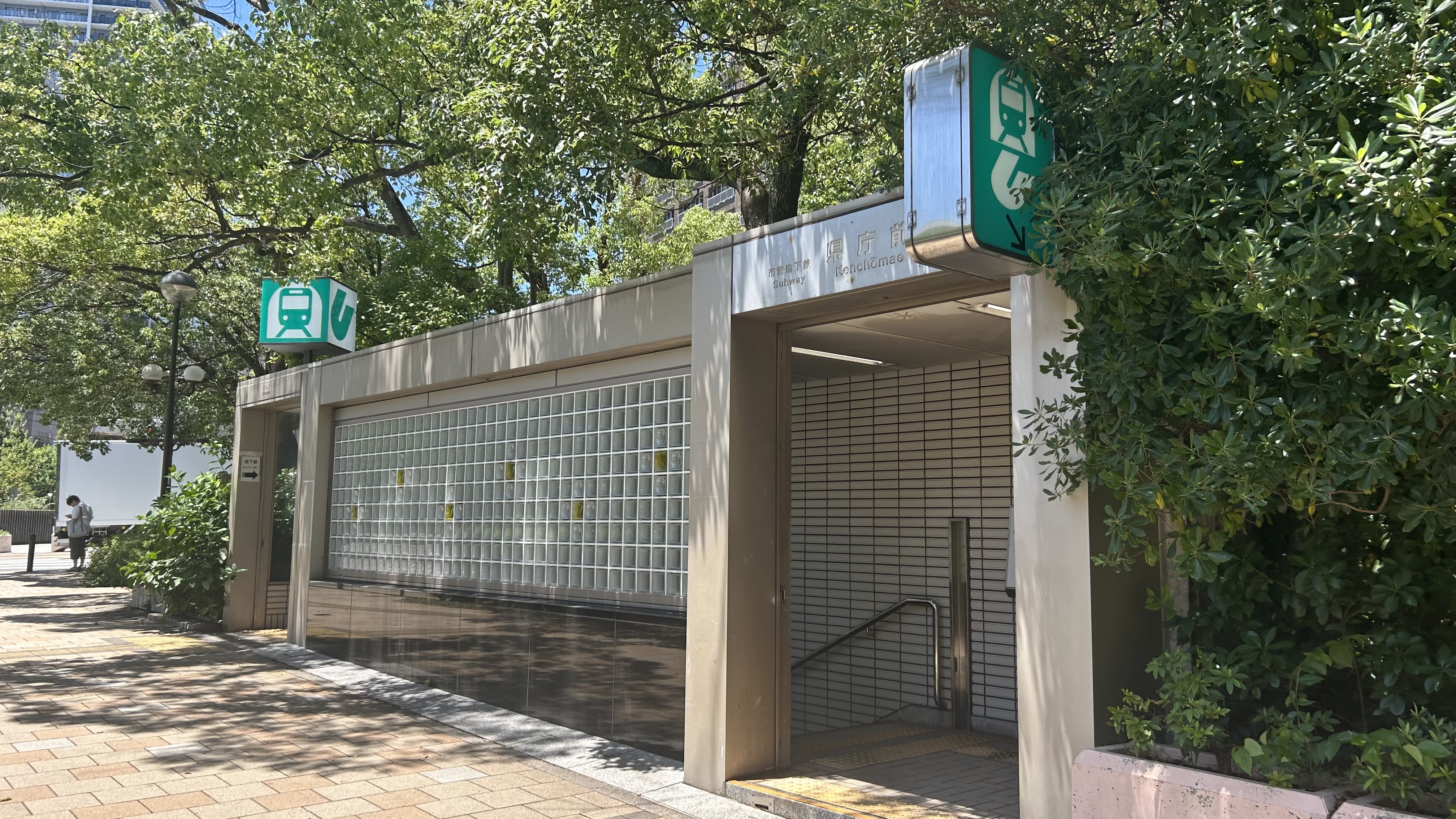
西出口1
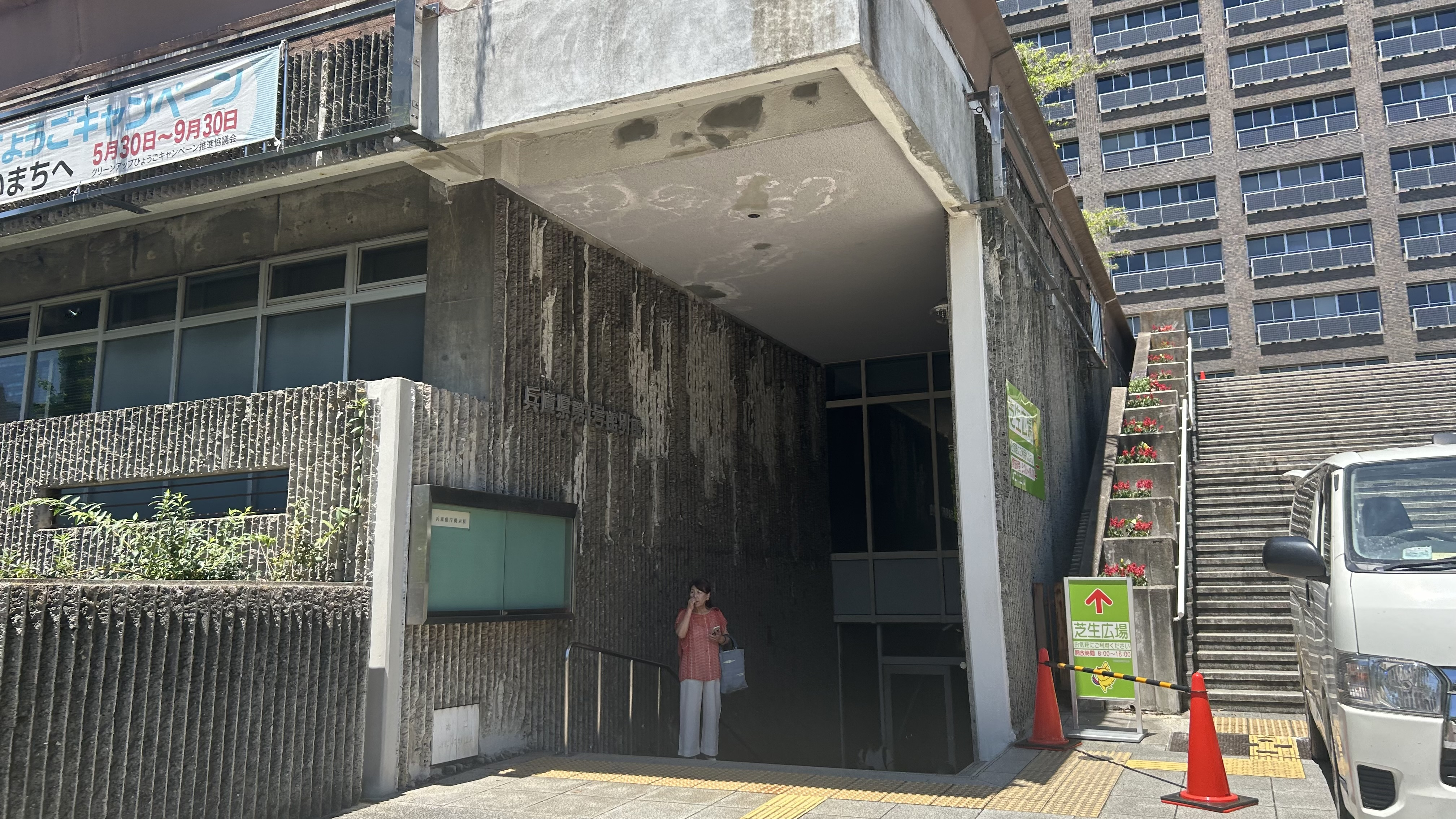
西出口2
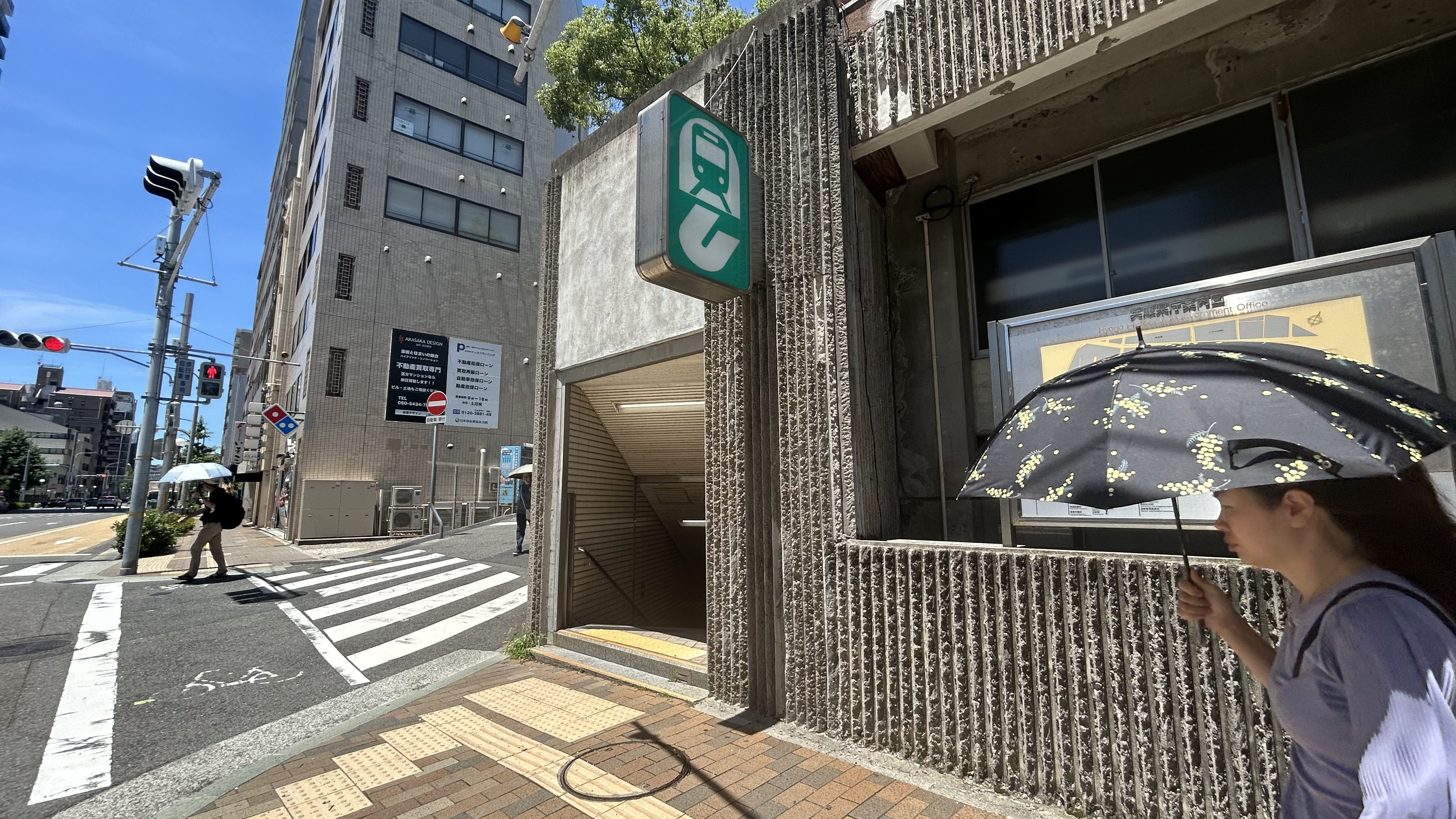
西出口3
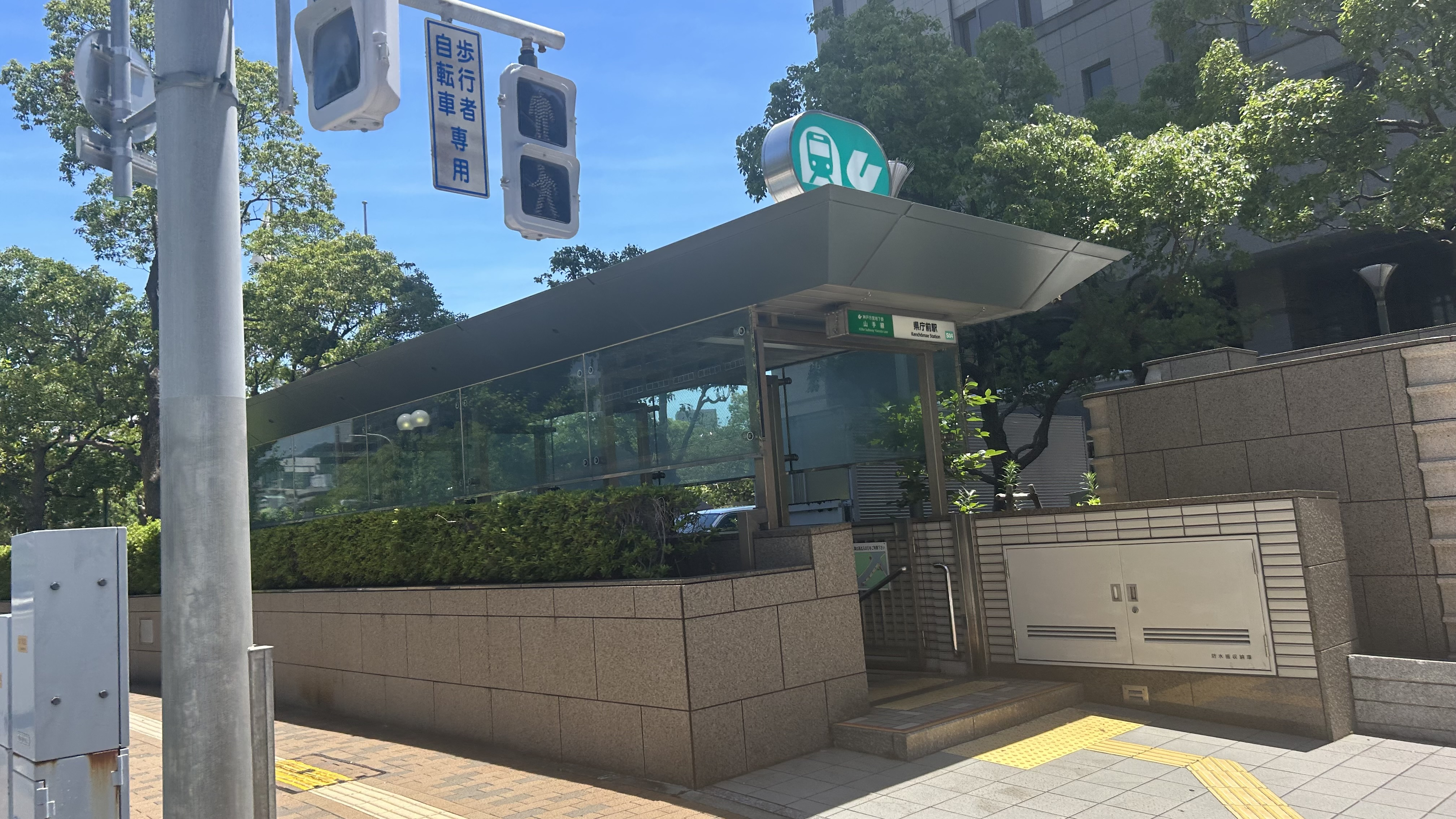
西出口4
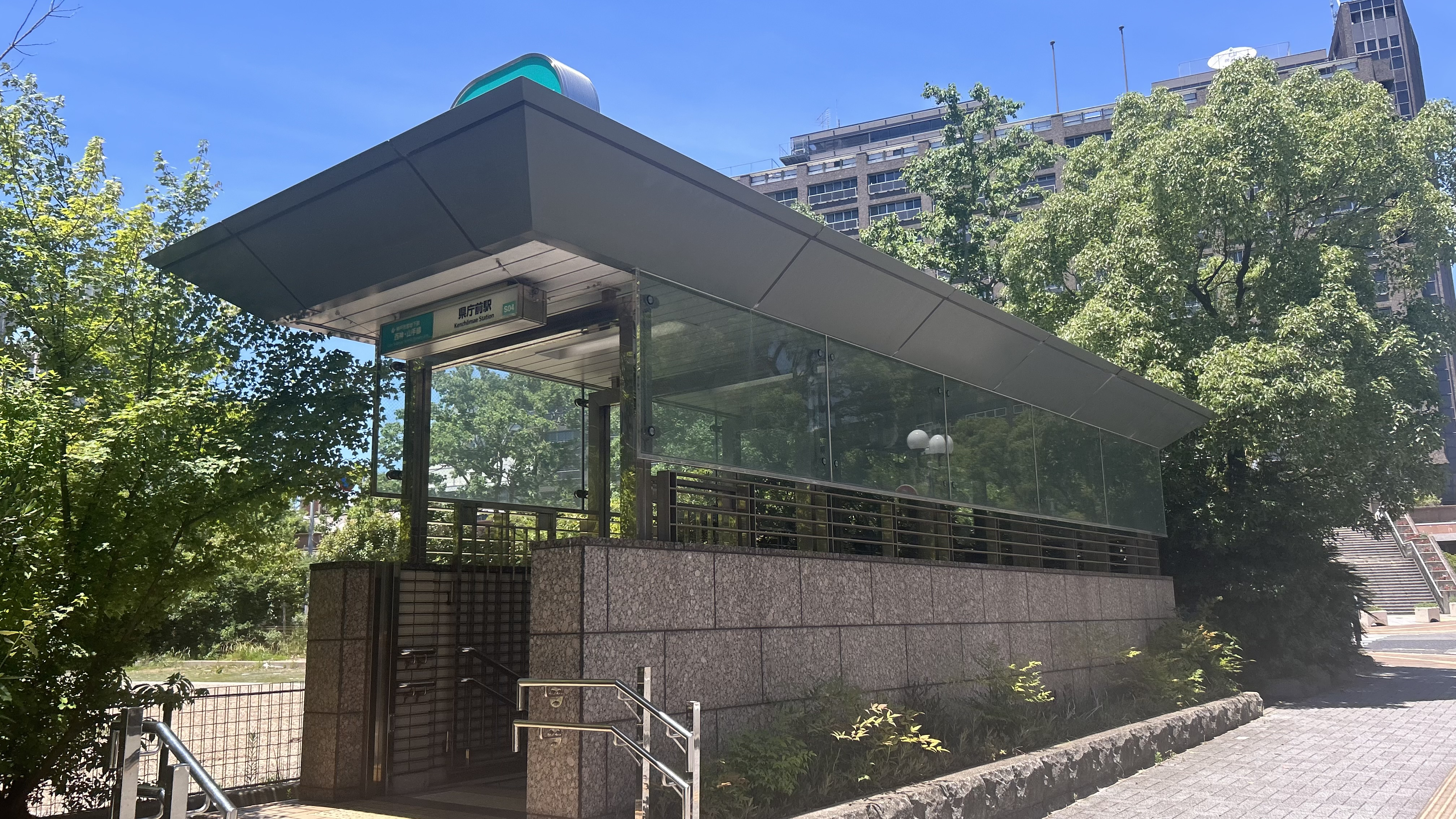
西出口5

## ダイヤ
上下とも毎時8本の運行。

## 利用状況
2022年度の1日平均乗車人員は5,392人である。
近年の1日平均乗車人員の推移は下記の通りである。
| 年度               | 1日平均 乗車人員 |
| ------------------ | ---------------- |
| 1995年（平成07年） | 8,068            |
| 1996年（平成08年） | 7,628            |
| 1997年（平成09年） | 7,559            |
| 1998年（平成10年） | 7,260            |
| 1999年（平成11年） | 6,841            |
| 2000年（平成12年） | 6,281            |
| 2001年（平成13年） | 6,136            |
| 2002年（平成14年） | 6,250            |
| 2003年（平成15年） | 5,893            |
| 2004年（平成16年） | 5,746            |
| 2005年（平成17年） | 5,657            |
| 2006年（平成18年） | 5,668            |
| 2007年（平成19年） | 5,577            |
| 2008年（平成20年） | 5,443            |
| 2009年（平成21年） | 5,347            |
| 2010年（平成22年） | 5,425            |
| 2011年（平成23年） | 5,484            |
| 2012年（平成24年） | 5,620            |
| 2013年（平成25年） | 5,562            |
| 2014年（平成26年） | 5,529            |
| 2015年（平成27年） | 5,672            |
| 2016年（平成28年） | 5,650            |
| 2017年（平成29年） | 5,609            |
| 2018年（平成30年） | 5,645            |
| 2019年（令和元年） | 5,556            |
| 2020年（令和02年） | 4,783            |
| 2021年（令和03年） | 5,053            |
| 2022年（令和04年） | 5,392            |

## 歴史
- 1985年（昭和60年）6月18日：山手（県庁前）駅として営業開始[1]。
- 1993年（平成5年）
  - 3月20日：県庁前駅に改称[1]。
  - 7月9日：快速の運転を開始。当駅は通過。
- 1995年（平成7年）
  - 1月17日：阪神・淡路大震災で被災し、不通。
  - 2月16日：営業再開[4]。
  - 7月21日：震災以来休止していた快速を廃止。

## 駅周辺
周辺には兵庫県の施設が集中する。南へ進むと元町である。
公共施設
- 兵庫県庁舎[1]
- 兵庫県警察本部
- 兵庫県公館
- 兵庫県民会館
- 兵庫県教育会館
- 神戸市教育会館
- 生田文化会館

学校
- 関西国際大学 神戸山手キャンパス
- 神港高等学校
- 神戸中華同文学校
- 神戸山手女子中学校・高等学校
- 神戸市立こうべ小学校
- 神戸市立神戸生田中学校

その他
- JR西日本・阪神・神戸高速線 元町駅 - およそ300メートル南
- 相楽園[1]
  - 旧ハッサム住宅[1]
  - 旧小寺家厩舎[1]
  - 船屋形
- 日本基督教団神戸栄光教会[1]
- 北野工房のまち
- 竹中大工道具館
- 神戸市水の科学博物館
- 諏訪山公園

### バス路線
- 神姫バス山手線　地下鉄県庁前

2001年までは神戸市バス91・92系統の経路上にあった。
- 全但バス 神戸県庁前（県民会館前に設置）
  - 特急 城崎温泉行（和田山駅・八鹿駅・豊岡駅経由）
  - 特急 浜坂駅行（和田山ICまたは和田山駅・村岡・湯村温泉経由）

もとはここが全但特急バスの起点であった（2015年末現在は神姫バス三ノ宮バスターミナルが始発）。かつては停留所の向かい側に同社が保有する全但会館ビルがあった。

## その他
- 駅ホームは、『交渉人 真下正義』のロケにTTR神楽坂駅として使われた。
- 開業前に神戸市交通局が発行したパンフレットでは、当駅の仮称が「県庁前」となっていた。前述の通り「山手（県庁前）」として開業したが、1993年に「県庁前」に改称されており、結果的に開業前の仮称がそのまま採用されたことになる。

## 隣の駅
神戸市営地下鉄
西神・山手線
三宮駅 （S03） - 県庁前駅 （S04） - 大倉山駅 （S05）
- （）内は駅番号を示す。